# Белешть (комуна, Горж)
Белешть, Белешті (рум. Bălești) — комуна у повіті Горж в Румунії. До складу комуни входять такі села (дані про населення за 2002 рік):
- Белешть (1982 особи) — адміністративний центр комуни
- Войніджешть (125 осіб)
- Гевенешть (209 осіб)
- Корнешть (631 особа)
- Расова (521 особа)
- Столожань (443 особи)
- Телпешешть (572 особи)
- Темешешть (751 особа)
- Чауру (2185 осіб)

Комуна розташована на відстані 237 км на захід від Бухареста, 5 км на захід від Тиргу-Жіу, 90 км на північний захід від Крайови.

## Населення
За даними перепису населення 2002 року у комуні проживали 7419 осіб.
Національний склад населення комуни:
| Національність | Кількість осіб | Відсоток |
| -------------- | -------------- | -------- |
| румуни         | 7225           | 97,4%    |
| цигани         | 192            | 2,6%     |
| угорці         | 1              | < 0,1%   |
| італійці       | 1              | < 0,1%   |

Рідною мовою назвали:
| Мова       | Кількість осіб | Відсоток |
| ---------- | -------------- | -------- |
| румунська  | 7418           | > 99,9%  |
| італійська | 1              | < 0,1%   |

Склад населення комуни за віросповіданням:
| Релігія                                       | Кількість осіб | Відсоток |
| --------------------------------------------- | -------------- | -------- |
| православні                                   | 7322           | 98,7%    |
| баптисти                                      | 23             | 0,3%     |
| п'ятдесятники                                 | 22             | 0,3%     |
| бретрени                                      | 22             | 0,3%     |
| лютерани                                      | 16             | 0,2%     |
| реформати                                     | 4              | 0,1%     |
| римо-католики                                 | 1              | < 0,1%   |
| лютерани (Синодально-пресвітеріанська церква) | 1              | < 0,1%   |

## Зовнішні посилання
- Дані про комуну Белешть на сайті Ghidul Primăriilor [Архівовано 15 травня 2012 у Wayback Machine.]